# Tetrastichium virens
Tetrastichium virens là một loài Rêu trong họ Hookeriaceae. Loài này được (Cardot) S.P. Churchill mô tả khoa học đầu tiên năm 1989.